# 伽比埃奈戰役
伽比埃奈戰役（Battle of Gabiene）是在第二次繼業者之戰中歐邁尼斯與安提柯之間的第二場重要戰役。

## 背景
當亞歷山大大帝於公元前323年逝世後，他的將領開始爭奪這個龐大的帝國，各個繼業者占據帝國一部分。在第二次繼業者之戰中，在前317年秋天歐邁尼斯與安提柯在蘇薩東北方展開帕萊塔西奈戰役，但沒有決定性勝敗，雙方撤退各自過冬。由於歐邁尼斯軍中的馬其頓人自視甚高難以統御，為求自身生活舒適方便，使各營帳間非常分散，毫無防禦能力。安提柯得知對手情形後，他命令自己的士兵每人只攜帶夠用10天的補給，繞小路急行發動對歐邁尼斯軍的奇襲。而當歐邁尼斯軍中的斥候從安提柯宿營地的炊煙上發現了他的襲擊行動時，歐邁尼斯軍的將領們陷於恐慌之中，因為在短時間內無法把散落的大軍聚集起來，歐邁尼斯下令士兵在安提柯進軍路線附近升起大量營火，使安提柯認為行蹤早已暴露，以為歐邁尼斯早有防備來對付他的奇襲部隊，為使自己疲憊的部隊獲得休整，安提柯放慢進軍腳步，而當發現被歐邁尼斯欺騙時，為時已晚，歐邁尼斯已經招集完大軍了，兩軍在伽比埃奈附近展開會戰。

## 戰役
戰場在平坦的沙地上，安提柯在騎兵方面擁有優勢，把色雷斯重裝騎兵、戰象和輕裝步兵組成它的右翼，較弱的步兵和輕裝騎兵組成左翼，安提柯之子德米特里統率右翼的夥友騎兵，歐邁尼斯看到安提柯佈署後，決定親自率領重裝騎兵、戰象和輕裝步兵放置於安提柯的重裝騎兵對面，期望能抵擋安提柯的突擊，再利用中間的精銳銀盾兵擊敗安提柯的步兵方陣，就像先前的帕萊塔西奈戰役一樣。
戰役開始，銀盾兵指揮官同時也是埃蘭總督安提貞尼斯派人策馬到安提柯的步兵陣列前，向他們大喊:
愚昧的小子們，你們敢對那些追隨腓力和亞歷山大征服世界的父輩們動手嗎
這使得安提柯的步兵士氣瞬間掉落，歐邁尼斯視為好機會，開始發動攻擊。兩軍佈署於陣前的戰象和輕裝部隊開始激烈的戰鬥，象牙對象牙，雙方輕裝步兵則企圖割斷敵戰象的腿筋。安提柯利用戰場的特性，命令他的米底騎兵揚起沙土，形成大批沙霧擋住視線，使歐邁尼斯沒有發覺米底騎兵繞過自己的側翼，直奔後方的營帳，成功奪取歐邁尼斯在後方大營所有物資，包括銀盾兵累積三十多年來的所有行囊和戰利品。
在這同時雙方的騎兵展開戰鬥，但優勢的安提柯右翼騎兵攻擊歐邁尼斯左翼的騎兵指揮官波斯總督樸塞斯塔斯，但樸塞斯塔斯並沒有堅守陣地，他反而帶著騎兵逃向附近的小河。歐邁尼斯對樸塞斯塔斯的行為相當氣憤，僅管他仍留在自軍左翼，英勇奮戰來激勵部隊，但歐邁尼斯的重裝騎兵和戰象逐漸敗逃不敵，雖然歐邁尼斯的大營被劫和左翼面臨潰散，在中央的銀盾兵卻擊敗安提柯的步兵，使安提柯的步兵方陣遭到粉碎並付出約5,000名陣亡代價，而銀盾兵幾乎沒啥損失，歐邁尼斯命令樸塞斯塔斯和他的騎兵盡快回到戰場上追擊來擴大戰果，或是奪回行囊，但佩烏塞斯塔斯拒絕聽從命令，安提柯立即命令在自軍左翼的培松率騎兵從銀盾兵的後方襲擊他們，但銀盾兵不像一般的士兵一樣慌亂，反而井然有序的撤離戰場。

## 戰後
雖然看似安提柯獲得勝利，但如同帕萊塔西奈戰役一樣，沒有分出決定性戰果，歐邁尼斯仍擁有強大的軍力。當天夜晚，歐邁尼斯期望隔天能再跟安提柯分出勝負，但他的部下相當不情願，對東方總督來說，他們只想確保總督的地位，尤其是銀盾兵知道他們的戰利品和妻兒落入安提柯的手中後，銀盾兵部將透塔摩斯秘密與安提柯協商取回他們的行囊，並把歐邁尼斯和他的高階指揮官交給安提柯作為交換。
一開始安提柯有些不情願，最終還是處死了歐邁尼斯和一些歐邁尼斯的高階指揮官，包括戰象指揮官印度總督歐德摩斯、銀盾兵指揮官安提貞尼斯等人，結束了安提柯和歐邁尼斯之間的戰爭，安提柯無可質疑地控制著帝國在亞洲的領土。
精銳的銀盾兵雖然投靠了安提柯，但他們自私的出賣行為使他們失去了安提科的信任。戰後安提柯將銀盾兵派往東方衛戊邊疆，自此不曾再參加過繼業者中的任何一場主要戰役。

## 腳註
1. ↑  Billows, Richard A 1990, p. 99